# Dieter Gieseler
Dieter Gieseler (10 de janeiro de 1941 — 8 de fevereiro de 2008) foi um ciclista de pista alemão que competiu no ciclismo nos Jogos Olímpicos de Verão de 1960, pela equipe Alemã Unida, ganhando a medalha de prata na corrida de 1 km contrarrelógio.